# Amblyopone sakaii

Amblyopone sakaii (лат.) — вид мелких земляных муравьёв из подсемейства Amblyoponinae. Восточная Азия: Тайвань и Япония.

## Описание
Мелкие муравьи (длина тела около 5 мм), основная окраска желтовато-коричневая. Глаза мелкие. Усики короткие, 11-члениковые. Мандибулы длинные, узкие, жало хорошо развито. Клипеус с рядом из 8 мелких зубчиков по переднему краю. Стебелёк между грудкой и брюшком состоит из одного узловидного членика (петиоль) широко прикреплённого к брюшку. Вид был впервые описан в 1989 году японским мирмекологами Мамору Тераямой (Mamoru Terayama, Laboratory of Applied Entomology, Division of Agriculture and Agricultural Life Sciences, Токийский университет, Токио, Япония).